# Dẽ giun châu Á
Gallinago stenura là một loài chim trong họ Scolopacidae.
Loài này sinh sản ở miền bắc Nga và di chuyển để trải qua mùa không sinh sản ở miền nam châu Á từ Pakistan đến Indonesia. Đây là loài dẽ giun di cư phổ biến nhất ở miền nam Ấn Độ, Sri Lanka và nhiều khu vực Đông Nam Á. Đây là một loài lang thang đến tây bắc và miền bắc Australia, và đến Đông Phi Kenya.
Môi trường sống sinh sản của loài dẽ giun này là đầm lầy ẩm ướt và lãnh nguyên ở Bắc Cực và phương bắc Nga. Những cá thể trong phạm vi không sinh sản sống ở trong một loạt các vùng đất ngập nước, thường có dẽ giun thông thường, nhưng có thể được tìm thấy cũng trong môi trường sống khô hơn tương đối của chúng. Chúng làm tổ trong một địa điểm giấu kín trên mặt đất.
Chúng kiếm ăn trong bùn hoặc đất mềm, thăm dò hoặc nhặt thức ăn trong tầm mắt. Chúng chủ yếu ăn côn trùng và giun đất, nhưng cũng có một số chất thực vật.

## Hình ảnh

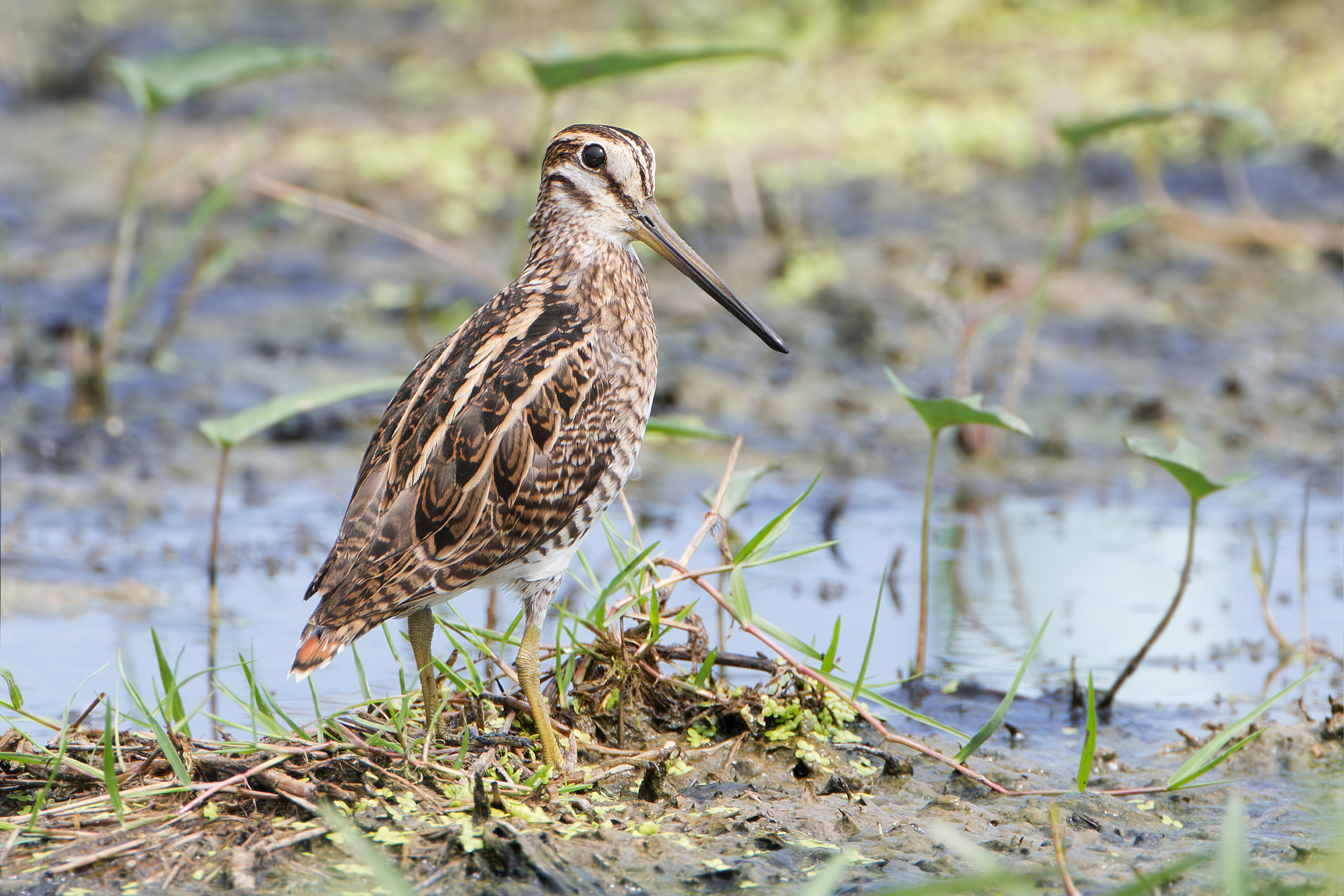
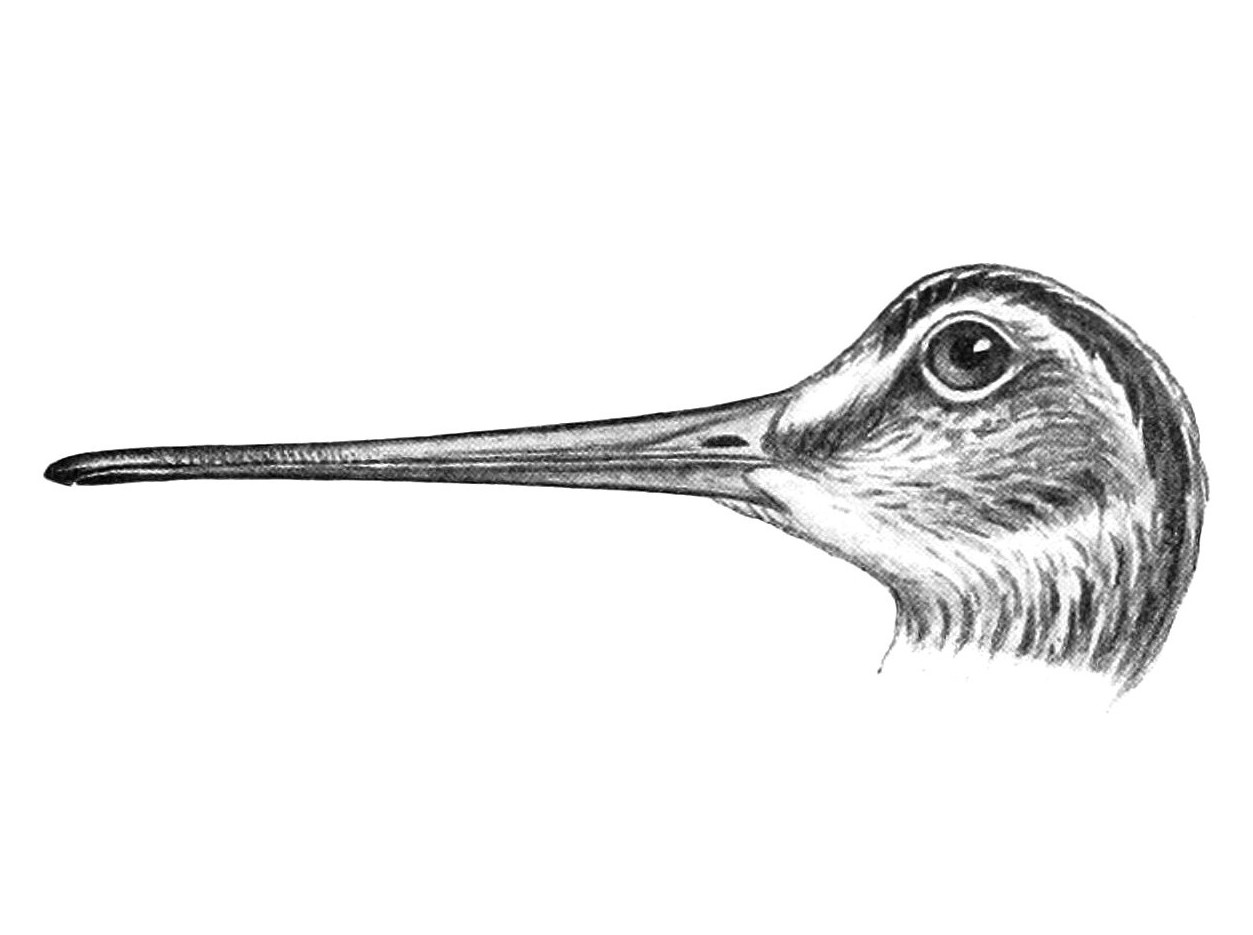
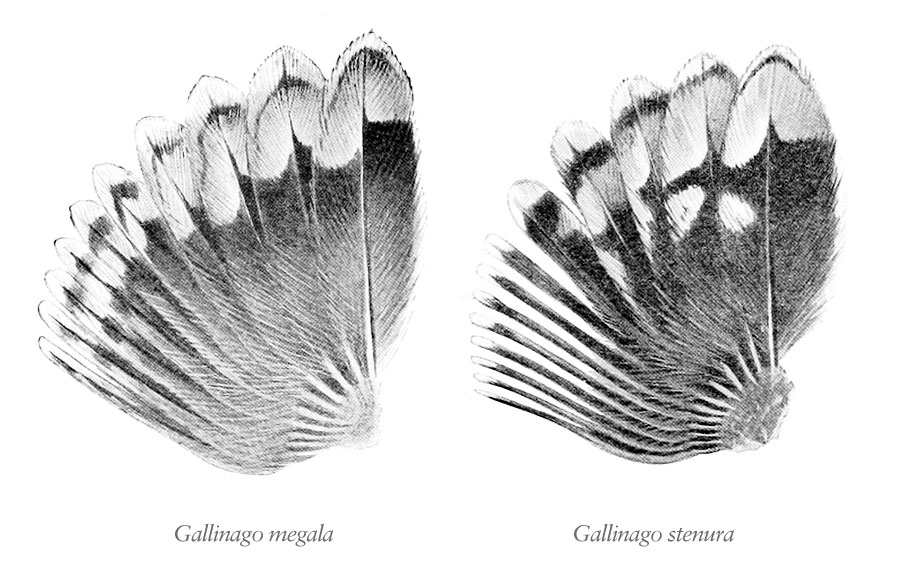